# معركة كاستانيارو
معركة كاستانيارو (11 مارس 1387) ، جرت في بلدة كاستانيارو بمقاطعة فيرونا ، تعتبر إحدى كبرى المعارك بين الكوندوتييريين : هزم جوفاني أورديلافي وأوستازيو دا بولنتا اللذان يقاتلان لصالح فيرونا أمام جون هوكوود وفرانشيسكو نوفيلو كراريزي الذين قاتلا لصالح بادوفا.